# Дан Ратова звезда
Дан Ратова звезда, 4. мај, слави Џорџ Лукасову медијску франшизу Ратови звезда. Обиљежавање комеморативног дана брзо се проширило медијским и грасрутс слављима.
Датум је изабран за парономазију слогана „May the Force be with you” (Нека Сила буде са тобом) као и „May the Fourth be with you”. Иако празник није створен или декларисан од стране Lucasfilm, многи обожаватељи Ратова звезда широм света су изабрали да славе празник. Од тада га је прихватио Lucasfilm и његов власник Disney као годишња прослава Ратова звезда.

## Историја
Прва забележена референца употребљене фразе била је 4. маја 1979, дан након што је Маргарет Тачер изабрана за премијерку Уједињеног Краљевства. Њена политичка партија, Конзервативци, поставила је честитку на којој пише „Нека је четврти с тобом, Маги. Честитамо.
У епизоди цртаћа Гроф Паткула из 1988., „Вампир узвраћа ударац“, свемирски суперхерој, Страшан Теренс, пита Паткулу за датум и каже му: „Четврти мај“. Док Теренс одлази, он каже свима испод: „Нека Четврти буде с вама“.
Фраза је коришћена у дебати о одбрани у британском парламенту 4. маја 1994. године.
2011. године одржана је прва организована прослава Дана Ратова звезда у Торонту. У продукцији Шона Ворда и Алис Квин, свечаности су укључивале оригиналну трилогију тривијалних игрица; такмичење костима са славним судијама; трибјут филмове, мешавине, пародије и ремикси на великом екрану. Друго годишње издање одржано је у петак, 4. маја 2012. године.
На Дан Ратова звезда 2015, астронаути на Међународној свемирској станици гледали су Ратове звезда. Такође 2015. године, каријонска звона унутар Куле мира у Отави, свирала су тему „Империјални марш“ из Ратова звезда, између осталих мелодија везаних за свемир.
У јуну 2021. године објављено је да ће Кери Фишер добити звезду на холивудском Булевару славних 2022. Добила је звезду на Дан Ратова звезда, 4. маја 2023.

## Додатни датуми

### Освета петог/шестог
Неки фанови славе дан касније, 5. маја, као „Освету петог“, у славу лорда Сита и друге злобне ликове из серије Ратови звезда, а не Џедаја. Друга група фанова славе 6. маја, наводећи „Освету шестог“ као бољу игру речи на „Ситу“, док други називају 6. мај као „Повратак 6.“ у славу Повратка Џедаја и трилогијском аспекту филмова из Ратова звезда.

### 25. мај
У част 30. годишњице првог филма Ратова звезда, Градско веће Лос Анђелеса прогласило је 25. мај 2007. Даном Ратова звезда. Соло: Прича Ратова звезда је такође објављена 25. маја 2018, 41 годину након оригиналних Ратова звезда.